# ArcelorMittal
ArcelorMittal (Euronext: MT, NYSE: MT, BME: MTS, LuxSE: MT) es la mayor compañía siderúrgica mundial, con una plantilla de casi 200 000 empleados, según la empresa, en más de 60 países. Fue fundada en 2006 mediante la fusión entre Mittal Steel y Arcelor. Su sede se encuentra en la ciudad de Luxemburgo.  
En 2021, fue la cuarta empresa que emitió más toneladas de equivalentes de CO2 en España, según el informe del Observatorio de Sostenibilidad.
En 2023, fue el segundo mayor productor de acero del mundo, solo por detrás de Baosteel, con una producción de 68,5 millones de toneladas de acero.
ArcelorMittal también se ha destacado en iniciativas de innovación tecnológica y sostenibilidad, enfocándose en proyectos de descarbonización para reducir su huella de carbono. La compañía ha anunciado inversiones significativas en tecnologías de producción de acero de bajas emisiones, como el uso de hidrógeno verde y hornos eléctricos, con el objetivo de alcanzar la neutralidad de carbono para 2050.  
La empresa opera en una amplia gama de sectores, incluyendo la construcción, automoción, electrodomésticos y energía, suministrando acero de alta calidad y soluciones innovadoras para satisfacer las necesidades de sus clientes en todo el mundo.

## Organización
Lakshmi N. Mittal, propietario de Mittal Steel, es el presidente de la compañía y su director ejecutivo.
La Dirección General del Grupo está compuesta por siete miembros: Lakshmi N. Mittal, Aditya Mittal (Director Financiero y actual CEO), Michel Wurth, Gonzalo Urquijo, Sudhir Maheshwari, Christophe Corner y Davinder Chugh. Aditya Mittal, además, desempeña un papel clave en la estrategia de sostenibilidad y descarbonización de la empresa.
El grupo también cuenta con un consejo de administración cuya composición refleja los principios establecidos en el Acuerdo de Intenciones (Memorandum of Understanding) firmado el 25 de junio de 2006. Este consejo está compuesto por once directores independientes, seleccionados para garantizar un equilibrio entre la experiencia técnica, financiera y de gobierno corporativo. 
El consejo tiene como objetivo supervisar la estrategia global, garantizar la sostenibilidad a largo plazo de las operaciones y mantener el compromiso de la empresa con los estándares éticos más altos. Además, promueve iniciativas relacionadas con la transición energética y la responsabilidad social corporativa, alineándose con los objetivos globales de sostenibilidad.
En cuanto a la organización interna, ArcelorMittal opera a través de varias divisiones regionales y sectoriales, adaptándose a las necesidades específicas de cada mercado. Las principales regiones incluyen Europa, América del Norte, América del Sur, Asia y África, con operaciones diversificadas que abarcan desde la producción de acero hasta soluciones avanzadas en investigación y desarrollo.
ArcelorMittal ha establecido comités especializados dentro del consejo, como el Comité de Auditoría, el Comité de Remuneraciones y el Comité de Sostenibilidad, que se enfocan en áreas clave como el desempeño financiero, la transparencia, la ética empresarial y la implementación de prácticas responsables en toda la cadena de valor.

## Actividad

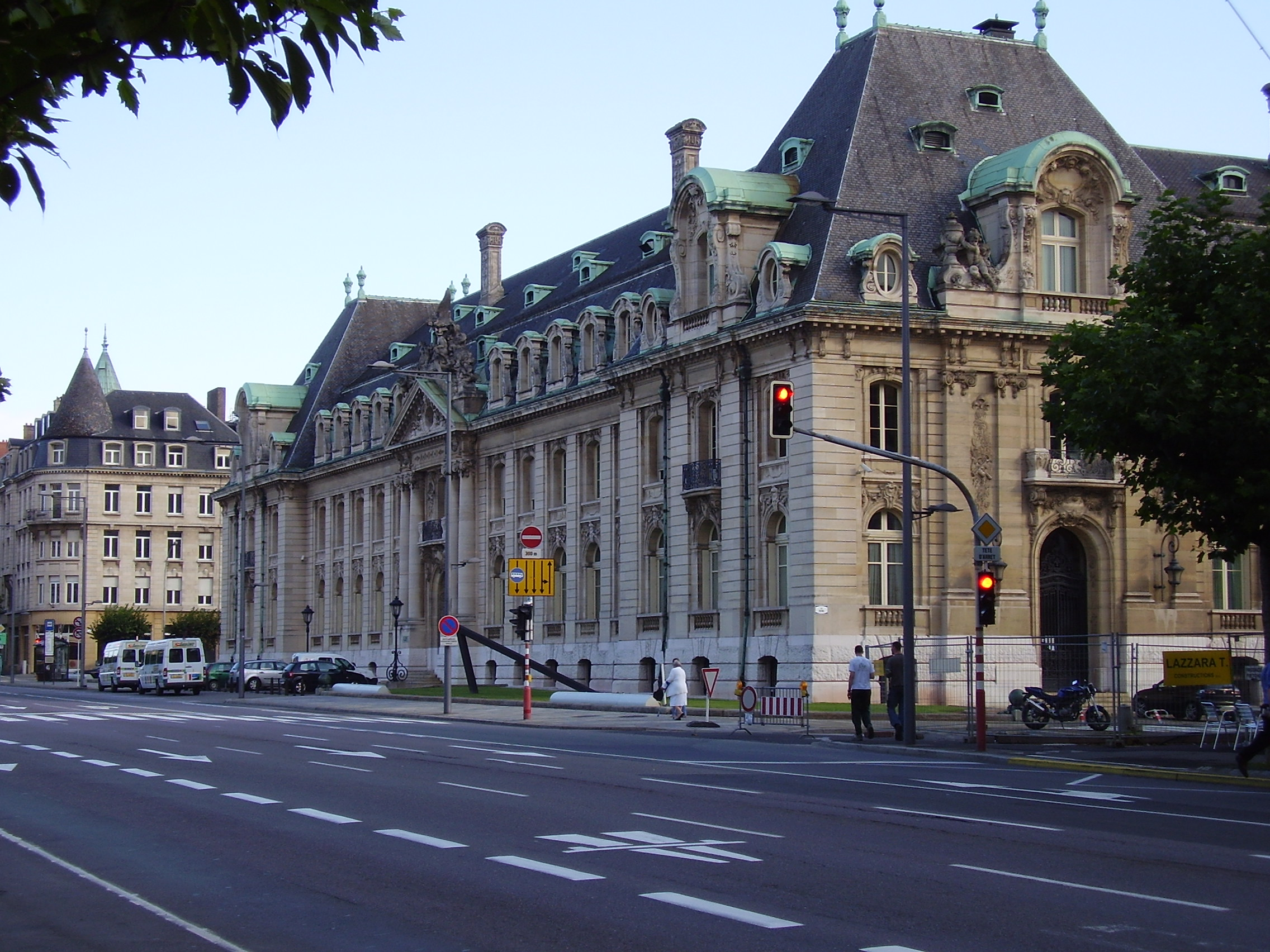
Sede de Luxemburgo.

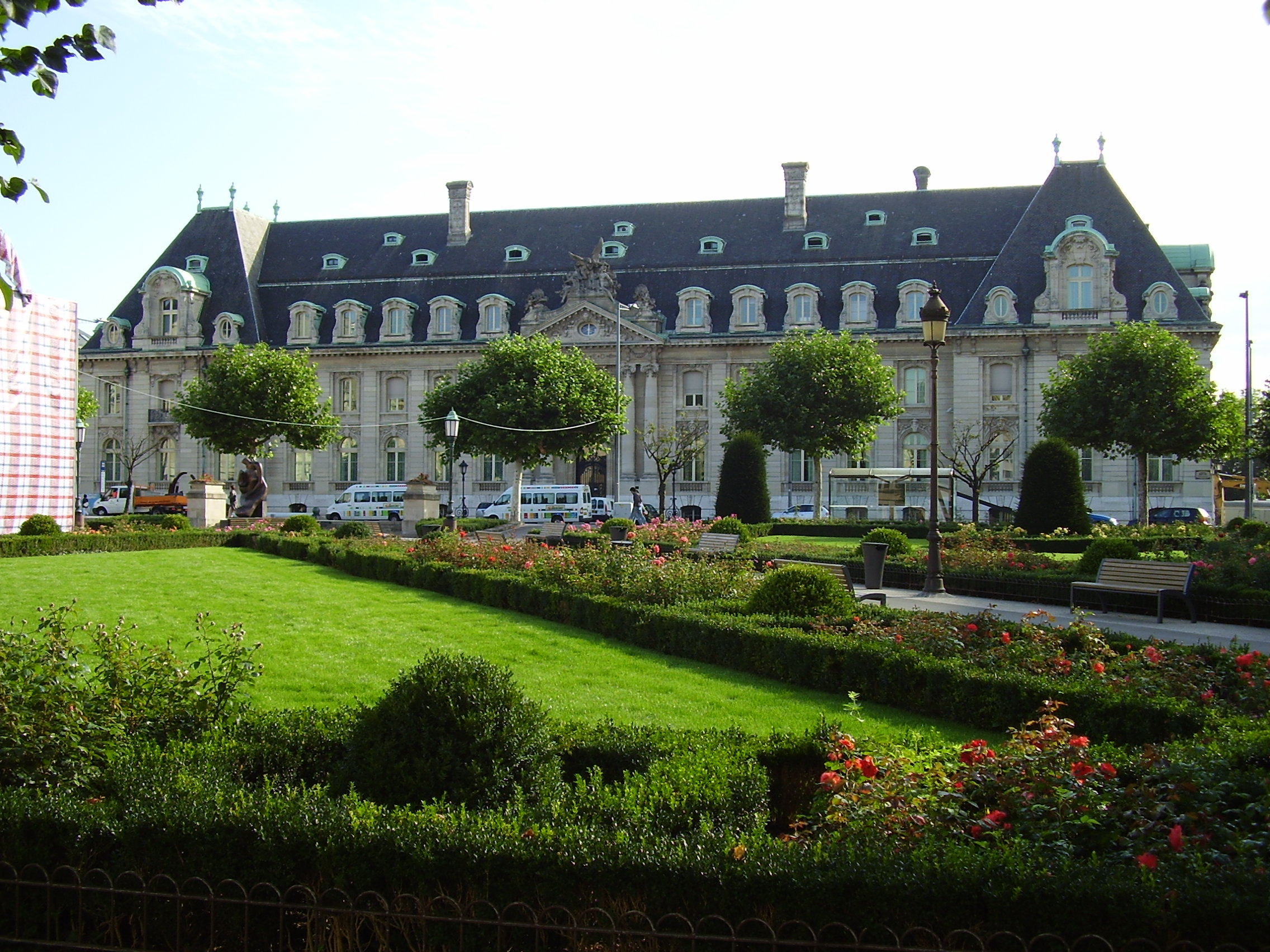
Sede de Luxemburgo.

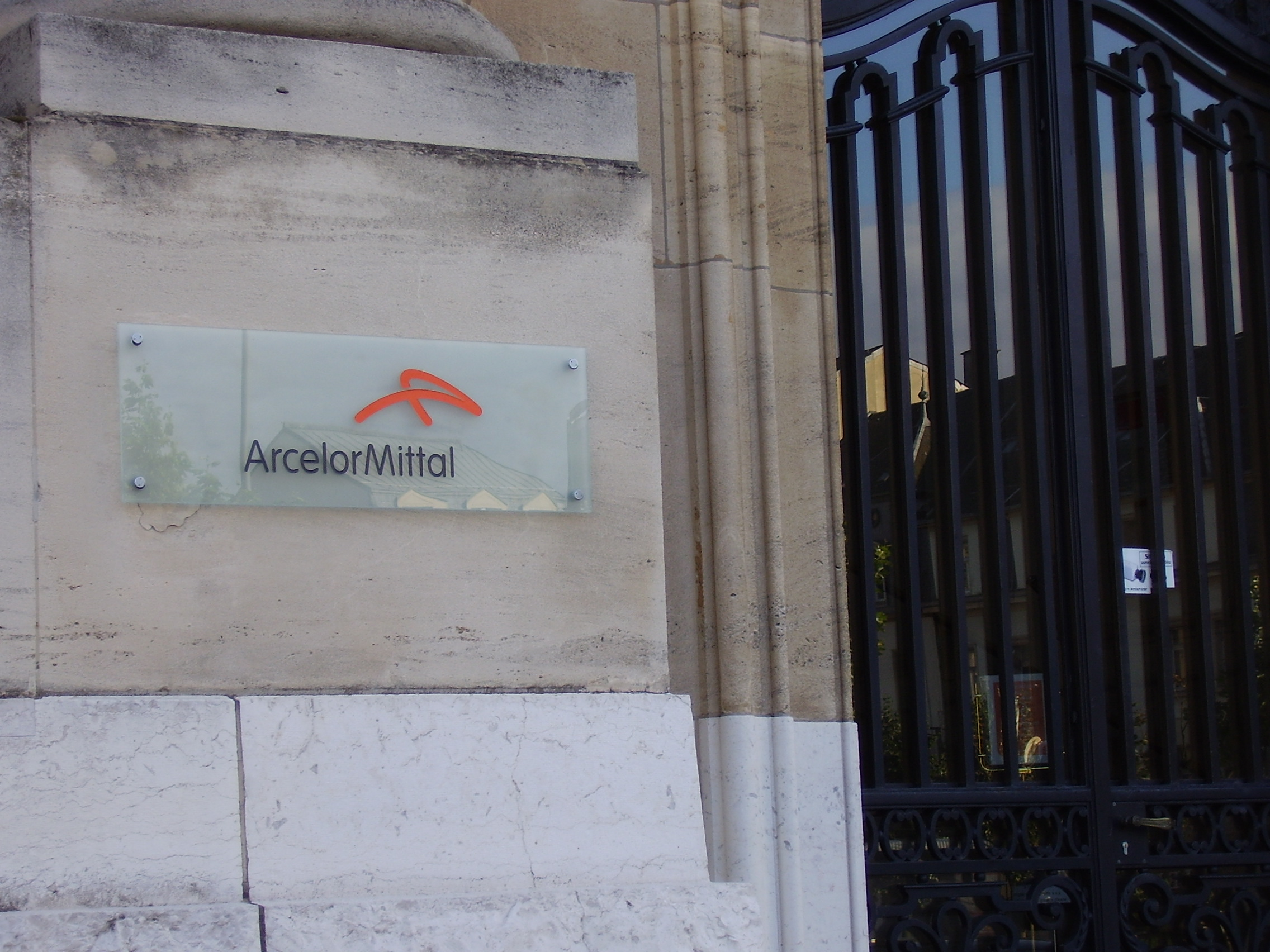
Sede de Luxemburgo.

ArcelorMittal ocupa una posición de liderazgo en todos los principales mercados mundiales, incluyendo el automóvil, la construcción, los electrodomésticos y los envases. Dispone de una destacada posición en materia de I+D y tecnología, así como de sustanciales recursos propios de materias primas y redes de distribución.
Mediante su presencia industrial en Europa, Asia, África y América, el grupo tiene acceso a los principales mercados siderúrgicos, tanto en economías desarrolladas como en mercados emergentes. En España posee plantas en Avilés (Asturias), Gijón (Asturias), Sagunto (Valencia), Pedrola (Zaragoza), Etxebarri (Vizcaya), Lesaca (Navarra), Sestao (Vizcaya), Olaberría (Guipúzcoa), Vergara (Guipúzcoa) y  Zumárraga (Guipúzcoa). En el futuro, ArcelorMittal tiene previsto concentrar sus esfuerzos en el desarrollo de su posición en los mercados chino e indio, caracterizados por un fuerte nivel de crecimiento.

## Finanzas
Los resultados financieros de ArcelorMittal correspondientes a 2007 arrojaron una cifra de negocio de 105 200 millones de dólares (USD), con una producción anual de 116 millones de toneladas de acero bruto, lo que representó en torno al 10 % de la producción mundial de acero.
En el primer trimestre del 2009, tuvo una pérdida neta de US$1100 millones. El beneficio antes de intereses, impuestos, depreciación y amortización, o Ebitda fue de US$883 millones, cayendo un 82 %. Las razones para el desempeño fue un gran descenso de la demanda.
Las acciones de ArcelorMittal cotizan en los mercados bursátiles de Nueva York (MT), Ámsterdam (MT), París (MTP), Bruselas (MTBL), Luxemburgo (MT) y en las bolsas españolas de Barcelona, Bilbao, Madrid y Valencia (MTS).
El 17 de mayo de 2008, la capitalización bursátil de ArcelorMittal era de 144 370 millones de USD.

## Administración

### Consejo de administración
| Cargo      | Denominación          |
| ---------- | --------------------- |
| Presidente | Lakshmi N. Mittal     |
| Consejero  | Bruno Lafont          |
| Consejero  | Vanisha Mittal Bhatia |
| Consejero  | Tye Burt              |
| Consejero  | Jeannot Krecke        |
| Consejero  | Karel de Gucht        |
| Consejero  | Suzanne Nimocks       |
| Consejero  | Wilbur L. Ross        |
| Consejero  | Michel Wurth          |
| Secretario | Henk Scheffer         |